# 4666 Dietz
4666 Dietz è un asteroide della fascia principale. Scoperto nel 1986, presenta un'orbita caratterizzata da un semiasse maggiore pari a 2,3394058 UA e da un'eccentricità di 0,2331040, inclinata di 24,53120° rispetto all'eclittica.